# Sara Kingdom
Sara Kingdom es un personaje de ficción interpretado por Jean Marsh en la longeva serie británica de ciencia ficción Doctor Who. Se trata de una oficial de seguridad de Mavic Chen del siglo XLI que se uniría posteriormente al Primer Doctor y Steven Taylor para luchar contra los intereses de Chen. A veces se la clasifica entre los acompañantes del  Doctor, pero el sitio web oficial de Doctor Who de la BBC no la incluye en su lista de acompañantes.
Aparece entre los episodios cuatro y doce del serial de 12 partes de 1965 The Daleks' Master Plan. Su personaje tomó elementos del papel de acompañante para reemplazar al personaje de Katarina, que murió en la misma historia.

## Historia del personaje
Sara es una agente de seguridad espacial, la hermana de Bret Vyon, otro agente que está ayudando al Doctor a derrotar a los Daleks.  Después de que Mavic Chen, Guardian del Sistema del Solar (y aliado de los Daleks) le diga que Vyon es un traidor, ella mata a su hermano, y está a punto de hacer lo mismo al Doctor y a Steven cuando todos son teletransportados al planeta Mira. Allí descubre, para su horror y desolación, que su obediencia ciega no solo le ha llevado a matar injustamente a su hermano, sino que al hacerlo ha evitado que Vyon avise a la Tierra de la conjura Dalek. Así, se une al Doctor en su lucha, viajando en la TARDIS a varias localizaciones en el espacio y el tiempo mientras el Doctor y Steven intentan volver en la nave a Kembel para un enfrentamiento final contra Mavic Chen y los Daleks.
Cuando el Doctor activa el Destructor del Tiempo, un dispositivo que acelera el tiempo, como parte de su plan de detener a los Daleks, ordena a sus acompañantes que vuelvan a la TARDIS para protegerse. Sin embargo, Sara se queda con él, sin saber la naturaleza de su plan, pero preocupada de que pudiera fallar. Como resultado, el Doctor y ella se vieron atrapados en el campo de acción del Destructor del Tiempo, que rápidamente envejeció todo a su alrededor. Mientras el Doctor, al ser un Señor del Tiempo, pudo resistir los peores efectos, simplemente envejeciendo un poco, Sara, al ser humana, no pudo. Mientras Steven observaba sin poder hace nada, Sara envejeció (interpretada como anciana por May Warden) y murió, y sus restos se convirtieron en polvo. Steven intentó rescatar a sus amigos, se vio atrapado por los efectos y empezó a envejecer, pero logró revertir el dispositivo y rejuvenecerse a sí mismo y al Doctor, aunque no pudo salvar a Sara.
Sara es a ratos agresiva, independiente e implacable en su búsqueda de lo que está bin, y tiene una mente cerrada que la ciega de las mayores consecuencias de sus órdenes. Al conocer al Doctor eso cambia, y utiliza sus formidables habilidades e intelecto para derrotar a los Daleks.

### Tras las cámaras
El personaje se creó principalmente porque el equipo de producción decidió que el personaje de Katarina, presentado en el serial anterior The Myth Makers, no funcionaría como regular. Así, Sara adquirió algunos de los atributos y funciones narrativas del acompañante tradicional de Doctor Who. Sin embargo, el sitio web oficial de la BBC cita como un "mito" la noción de que Sara fuera creada como acompañante para reemplazar a Katarina. No había planes de que Sara continuara como personaje más allá de The Daleks' Master Plan. La propia Jean Marsh dijo en una entrevista de 2003 para Loose Canon que "definitivamente no" hubiera continuado en el papel más allá de Master Plan, incluso aunque se lo hubieran ofrecido.
Un diario de producción recopildo por David J. Howe, Mark Stammers y Stephen James Walker a partir de correspondencia y anotaciones de la época señala que el productor John Wiles y el editor de historias Donald Tosh contrataron a Sara Kingdom como "acompañante de corta duración [...] para que muriera al final de The Daleks' Master Plan". Se la acreditó como "Sara Kindgom" en los episodios The Traitors y Coronas of the Sun, pero se quitó el apellido del crédito en los seis últimos episodios y así se la presentó simplemente como "Sara" desde The Feast of Steven hasta Destruction of Time. El acompañante Steven Staylor es también acreditado como "Steven" en todo el serial.

### Uso propuesto trasDoctor Who
Según The Official Dr. Who & the Daleks Book, Terry Nation creó originalmente a Sara Kingdom como personaje de apoyo para una propuesta de spin-off americano de Doctor Who que se hubiera enfocado en Kingdom y sus colegas luchando contra los Daleks. Se creó un guion de 30 minutos titulado The Destroyers para un potencial episodio piloto que nunca se produjo.

## Jean Marsh enDoctor Who
Jean Marsh había aparecido anteriormente en Doctor Who interpretando a la hermana del Rey Ricardo I de Inglaterra, la princesa Joanna, en The Crusade. Marsh volvería al programa en el serial de 1989 Battlefield, interpretando a Morgana le Fay. Casualmente coincidió con Nicholas Courtney en la primera y la última aparición de él en la serie. También apareció en varios audiodramas de Doctor Who.